# Scooby-Doo e la maschera di Blue Falcon
Scooby-Doo e la maschera di Blue Falcon (Scooby-Doo! Mask of the Blue Falcon) è un film del 2013 diretto da Michael Goguen, basato sui personaggi di Scooby-Doo e crossover con la serie Blue Falcon e Cane Prodigio.
Prodotto dalla Warner Home Video, è stato distribuito negli Stati Uniti d'America il 26 febbraio 2013 e in Italia nello stesso anno.
Il film narra le avventure di Scooby-Doo e la Mystery Inc. alle prese di Mr. Hyde, un mostro uscito direttamente da una serie TV degli anni '80 per rovinare un festival in onore dei personaggi dei fumetti.
Il film viene mandato in onda su Boomerang, negli anni successivi, semplicemente come Scooby-Doo e Blue Falcon.

## Trama
La Gang è, come al solito, nel mezzo di un mistero: il Minotauro di Mainsley Manor ha compiuto l'ennesimo furto di Computer, ma i ragazzi gli mettono i bastoni fra le ruote. Shaggy e Scooby interrompono la cerimonia di premiazione bruscamente perché non vedono l'ora di partecipare al Concorso di Costumi del Festival Del Fumetto di San Pedro. I due amici vestiranno i panni di Blue Falcon e Cane Prodigio, i loro eroi; Fred vuole assistere alla Prima TV Mondiale del nuovo, rimodernato film di Blue Falcon, mentre Daphne vorrebbe completare la sua collezione di peluche. Velma, per niente interessata alla mostra, scopre su Internet che il festival è infestato da un mostro. Alla mostra i ragazzi incontrano Hank Prince, proprietario del negozio preferito di Shaggy, e suo nipote Austin che viene affidato al ragazzo per fargli visitare la mostra.
I due, insieme a Scooby, vanno a farsi firmare un autografo da Owen Garrison, l'attore che interpretò Blue Falcon nell'originale serie TV ma lo trovano in preda ad una crisi per colpa del nuovo film. Riunendosi, i ragazzi assistono al trailer del film "Blue Falcon Reborn" presentato da Jennifer Severin, la regista, e Brad Adams, attore principale. Prima della messa in onda, Owen cerca l'attenzione del pubblico, e prima dell'arrivo di Mr. Becker, il poliziotto viene salvato dall'amico, Jack Rabble. Ad un certo punto, la programmazione viene interrotta da Mr.Hide che, con i suoi pipistrelli caccia via la folla. Il Signor Baker chiude la mostra, che viene riaperta dal sindaco, lasciando strada libera alla Mystery Inc. per le indagini. Ad una festa in piscina, appare di nuovo Mr.Hide con il suo Mastino Infernale. La Gang pensa che il colpevole sia Garrison, ma Shaggy e Scooby la pensano diversamente e registrano Severin, Adams e Prince affinché la gang cambi idea. Velma offre loro un lasciapassare per un banchetto a cui i due non rinunciano, così da toglierseli dai piedi e per andare ad indagare. Velma, Freddy e Daphne incontrano Rabble che gli parla di Garrison e della sua crisi e dopodiché incontrano Owen il quale vuole giustizia.
Nello stand di Hank, Velma è incuriosita da una videocassetta della serie di Blue Falcon in cui l'antagonista era proprio Mr.Hide insieme ai pipistrelli. In un altro VHS Mr.Hide è accompagnato dal Mastino Infernale e in un altro episodio il mostro crea una melma per mostrizzare la città. I tre corrono da Becker mentre Shaggy e Scooby vengono quasi colpiti dalla melma nel laboratorio segreto di Hide, che scoprono involontariamente. Beker non crede alla storia della melma, ma Velma gli mostra i video delle telecamere di sicurezza in cui Shaggy e Scooby cercano di scappare dal mostro. Mr.Becker avverte il sindaco del pericolo, il quale è costretto ad interrompere una conferenza stampa.
Intanto i due fifoni si ritrovano nel corridoio del municipio che si sta riempiendo della sostanza melmosa. Il sindaco viene investito dalla melma insieme a Shaggy e Scooby e vengono spinti fuori dal Municipio. I giornalisti li riprendono e Shaggy si mette in imbarazzo davanti a tanta gente perché crede che Scooby si sia trasformato in un mostro, ma quando scopre che non è così viene deriso da tutti. Shaggy non vuole mostrarsi più in pubblico, mentre Scooby getta il suo costume di Cane Prodigio, così il resto della gang è costretto ad indagare da solo. Rabble li contatta e loro si precipitano da lui alla mostra, scoprendo che Mr.Hide aveva il controllo delle telecamere di sicurezza. Intanto, sta per andare in onda la Prima TV Mondiale allo stadio e Austin si intrufola per vedere l'anteprima, ma viene attaccato da un gigantesco Mr.Hide.
Daphne, Fred e Velma assistono alla scena tramite le telecamere e si recano sul luogo assieme a Scooby e Shaggy, il quale salva Austin. Velma, Fred e Daphne, grazie al gioco di squadra, mettono KO il mostro e smascherano il colpevole: Owen Garrison, che non sa nulla dell'accaduto. Shaggy e Scooby si trovano nel luogo in cui Mr.Hide prende possesso di un camion carico di denaro e lo seguono. Dopo una lunga lotta, Scooby e Garrison, travestito da Blue Falcon, sconfiggono Mr.Hide che in realtà è Jack Rabble che voleva rubare il furgone blindato che conteneva gli incassi della manifestazione. Il sindaco ringrazia i giovani, mentre Severin dirige un nuovo film con Scooby che interpreta Cane Prodigio.